# Werner Forst
Pour les articles homonymes, voir Forst.
Werner Forst (21 décembre 1892 à Magdebourg - 3 février 1971 à Wiesbaden) est un Generalleutnant allemand qui a servi au sein de la Heer dans la Wehrmacht pendant la Seconde Guerre mondiale.
Il a été récipiendaire de la croix de chevalier de la croix de fer avec feuilles de chêne. La croix de chevalier de la croix de fer et son grade supérieur: les feuilles de chêne sont attribués pour récompenser un acte d'une extrême bravoure sur le champ de bataille ou un commandement militaire avec succès.

## Biographie
Werner Forst s'engage dans l'armée en tant qu'aspirant début avril 1911. À la mi-août 1912, il devient lieutenant au 15e régiment d'artillerie de campagne à Sarrebourg et sert comme officier pendant la Première Guerre mondiale. 

## Décorations
- Croix de fer (1914)
  - 2e classe (1er octobre 1914)
  - 1re classe (16 septembre 1916)
- Insigne des blessés (1914)
  - en Noir
  - en Argent
- Croix d'honneur en 1934
- Médaille des Sudètes
- Agrafe de la croix de fer (1939)
  - 2e classe (26 septembre 1939)
  - 1re classe (20 octobre 1939)
- Médaille du Front de l'Est
- Croix allemande en or (14 mars 1942)
- Croix de chevalier de la croix de fer avec feuilles de chêne
  - Croix de chevalier le 29 août 1943 en tant que Generalleutnant et commandant de la 106e division d'infanterie[1]
  - 407e feuilles de chêne le 22 février 1944 en tant que Generalleutnant et commandant de la 106e division d'infanterie[2]
- Mentionné dans le bulletin radiophonique Wehrmachtbericht (6 novembre 1943)